# Hemithea insularia
Hemithea insularia là một loài bướm đêm trong họ Geometridae.